# Équipe de Thaïlande de football
Cet article traite de l'équipe masculine. Pour l'équipe féminine, voir Équipe de Thaïlande féminine de football.
Maillots
Actualités
L'équipe de Thaïlande de football (thai : ทีมชาติไทย) est affiliée à la Fédération de Thaïlande de football et à la FIFA depuis 1925.

## Histoire

### Les débuts de la Thaïlande jusqu’en 1972
L’équipe de Thaïlande de football (ฟุตบอลทีมชาติไทย) est affiliée à la fédération de Thaïlande de football. La fédération de Thaïlande de football (สมาคมฟุตบอลแห่งประเทศไทย ในพระบรมราชูปถัมภ์) est fondée en 1916. Elle est affiliée à la FIFA depuis 1925. Le premier match officiel de la Thaïlande a lieu au Sud Viêt Nam, en 1956, contre le Sud Viêt Nam, qui se solde par une défaite thaïlandaise sur le score de 3 buts à 1. La plus large défaite de la Thaïlande fut enregistrée à Melbourne, en Australie, le 26 novembre 1956, contre la Grande-Bretagne lors des JO 1956, qui se termina par un score sans appel de 9 buts à 0 pour les britanniques. La fédération de Thaïlande de football est membre de l'AFC depuis 1957. La plus large victoire de la Thaïlande fut enregistrée à Bangkok, contre Brunei, le 24 mai 1971, qui se solde par une victoire sur le score de 10 buts à 0.

### La Coupe d’Asie 1972: la meilleure performance continentale
Après une première tentative infructueuse en 1968, l’équipe de Thaïlande participe pour la première fois à la phase finale de la Coupe d’Asie, qu’elle organise en 1972. Entraînée par Günther Glomb, au premier tour, elle affronte l’Iran et l’Irak. Elle perd contre l’Iran (2-3) et fait match nul contre l’Irak (1-1), cela lui permet d’accéder aux demi-finales. Elle perd en demi contre la Corée du Sud (1-1 tab 2-1) mais se console avec la troisième place en battant le Cambodge (2-2 tab 5-3).

### De 1972 à 1992
Les premiers tours préliminaires de la Coupe du monde de football auxquels pris part l’équipe de Thaïlande furent ceux de 1974 où elle est éliminée au premier tour par la Corée du Sud, Israël et la Malaisie. La Thaïlande fut qualifiée pour la phase finale de la Coupe d’Asie 1976, mais elle déclara forfait. Pour la Coupe du monde 1978, elle fut éliminée au premier tour des qualifications dans un groupe dominé par Hong Kong et Singapour. Pour 1982, l’équipe de Thaïlande est éliminée au premier tour des qualifications, dans un groupe dominé par le Koweït. Pour 1986, elle termine troisième du groupe de qualification au premier tour, battu par l’Indonésie et l’Inde et à égalité avec le Bangladesh. Pour 1990, elle termine dernière du groupe au premier tour. De 1980 à 1988, elle n’est pas inscrite aux éliminatoires de la Coupe d'Asie.

### La Thaïlande et la Coupe d'Asie du Sud Est
L’équipe de Thaïlande participe à la Tiger Cup, qui est une compétition régionale, d’Asie du Sud-Est. En 1996, au premier tour, elle termine première devant Brunei, la Malaisie, Singapour et les Philippines, puis en demi elle bat le Viêt Nam (4-2) et en finale elle remporte le tournoi en battant la Malaisie (1-0, but de Kiatisuk Senamuang). En 1998, tenante du titre, elle est directement qualifiée pour la phase finale. Au premier tour, elle termine première en devançant l’Indonésie, la Birmanie et les Philippines, mais en demi, elle est battue par le Viêt Nam (0-3), puis par l’Indonésie (3-3 tab 4-5) lors de la petite finale. Elle termine quatrième. En 2000, elle organise ce tournoi. Elle termine première du groupe et se qualifie pour les demies. L’équipe de Thaïlande domine la Malaisie (2-0) puis en finale, elle rencontre l’Indonésie, qu’elle bat 4 buts à 1. C’est son deuxième titre. En 2002, elle conserve son titre en battant de nouveau en finale l’Indonésie (2-2 tab 4-2). En 2004, double championne en titre, elle est éliminée au premier tour, devancée par la Malaisie et la Birmanie. En 2007, elle perd en finale contre Singapour (1-2 ; 1-1). En 2008, elle perd une fois de plus en finale, contre le Viêt Nam (1-2 ; 1-1). En 2010, les Thaïlandais passent à la trappe dès le 1er tour, avec un maigre bilan de deux matchs nuls et d'une défaite, leur 2e plus mauvaise performance dans la compétition après l'édition 2004. Elle amorce néanmoins son retour vers les sommets deux ans plus tard, lors de l'édition 2012, où elle atteint à nouveau la finale, mais bute sur Singapour (1-3 ; 1-0), son principal rival pour la suprématie régionale, comme il y a cinq ans. En 2014, la Thaïlande retrouve les joies de la victoire en disposant en finale de la Malaisie (2-0 ; 2-3) après 12 ans de disette. Alors qu'ils étaient menés 3-0 lors du match retour à Kuala Lumpur jusqu'à la 82e minute, deux réalisations tardives mais décisives de Chappuis et Songkrasin permettront aux Thaïlandais d'obtenir leur 4e titre. Lors de l'édition suivante, la Thaïlande réussit à conserver sa couronne, comme en 2002, grâce à une troisième victoire en finale sur l'Indonésie (1-2 ; 2-0). Grâce à ce succès, la Thaïlande est désormais la nation la plus titrée de la compétition, avec 5 sacres, contre 4 pour son rival singapourien. Elle est par ailleurs l'équipe ayant disputé le plus de finales en 15 éditions (11 finales jouées, dont 7 remportées). Si elle ne parvient pas à remporter un troisième titre consécutif lors de l'édition 2018 (en), en étant sortie en demi-finale par la Malaisie en raison de la règle du but à l'extérieur (0-0 à l'extérieur à l'aller, 2-2 à domicile au retour) ; elle se rattrape en remportant les deux éditions suivantes, en 2021 (en) (4-0 ; 2-2 en finale contre l'Indonésie) et 2022 (2-2 à l'extérieur à l'aller ; 1-0 à domicile au retour en finale contre le Viêt Nam).

### Depuis 1992
À la Coupe d’Asie 1992, l’équipe de Thaïlande est éliminée au premier tour, battue par l’Arabie saoudite, la Chine et le Qatar. Pour la Coupe du monde 1994, elle ne se qualifie toujours pas, terminant troisième sur cinq. En 1996, pour la Coupe d’Asie, elle est éliminée au premier tour, battue par l’Arabie saoudite, l’Iran et l’Irak. Pour la Coupe du monde 1998, elle est éliminée au premier tour. La meilleure place de l’équipe de Thaïlande au classement mondial FIFA fut enregistrée en septembre 1998 avec la 43e place. À la Coupe d’Asie 2000, elle est éliminée au premier tour, battue par l’Iran et l’Irak mais devant le Liban, le pays organisateur. En 2002, après avoir pris la première place devant le Liban, au deuxième tour, elle termine dernière. À la Coupe d’Asie 2004, elle est encore éliminée au premier tour, battue par le Japon, l’Iran et Oman. En 2006, elle est éliminée au deuxième tour, dominée par la Corée du Nord et les Émirats arabes unis. La plus mauvaise place occupée par la Thaïlande dans le Classement mondial FIFA fut enregistrée en décembre 2006 avec la 137e place. Bien que pays organisateur de la Coupe d'Asie 2007 en compagnie du Viêt Nam, de l’Indonésie, et de la Malaisie, elle est battue au premier tour par l’Australie, devancée par l’Irak, mais termine devant Oman. Pour la Coupe du monde 2010, elle est éliminée au troisième tour des éliminatoires par le Japon, Bahreïn et Oman, ne prenant qu'un seul point contre Bahreïn (1-1). L’équipe de Thaïlande est une puissance régionale de premier ordre en Asie du Sud-Est mais sur le plan continental, elle n’est pas une redoutable puissance footballistique comme le Japon, l’Arabie saoudite ou encore l’Iran.
Elle ne parvient pas à se qualifier pour la Coupe d'Asie 2011, échouant de peu lors des éliminatoires au profit de la Jordanie, son principal concurrent pour la 2e place, et de l'Iran. C'est un brusque coup d'arrêt pour une équipe qui s'était jusqu'à présent qualifiée cinq fois d'affilée pour une phase finale continentale de 1992 à 2007. Pour l'édition suivante, c'est un nouvel échec, puisque les Thaïlandais termineront leur campagne qualificative à la dernière place du groupe B avec aucun point inscrit et 6 défaites en autant de rencontres disputées face à l'Iran, au Koweït et au Liban.
La Thaïlande fait bonne impression lors du 3e tour des qualifications pour le Mondial 2014, en ayant à chaque fois donné du fil à retordre aux Australiens (courtes défaites 1-2 à l'extérieur et 0-1 à domicile), battu avec la manière Oman (3-0) et fait match nul (0-0) avec l'Arabie saoudite, à chaque fois à domicile. Ces performances ne lui suffisent pas à se hisser au dernier tour qualificatif, ni à éviter la dernière place du groupe, puisqu'ils n'ont pas réussi à prendre le moindre point en déplacement. Lors du 2e tour des qualifications pour la Coupe du monde 2018, la Thaïlande termine en tête de son groupe (le groupe F), à la faveur de deux matchs nuls contre l'Irak (à chaque fois sur le score de 2-2) et de deux victoires à l'aller comme au retour sur le Viêt Nam ainsi que face à Taïwan, l'adversaire le plus faible de la poule. Cela leur permet de rééditer leur performance des éliminatoires du Mondial 2002 et d'accéder au dernier tour qualificatif, en plus de décrocher par la même occasion leur ticket pour la prochaine Coupe d'Asie organisée aux Émirats arabes unis comme les 11 autres équipes qualifiées pour le tour final, puisque les qualifications pour la Coupe du monde et pour la Coupe d'Asie sont désormais liées. Lors du dernier tour, après 7 matchs disputés sur les 10 prévus, la Thaïlande pointe à la dernière place du groupe B avec un seul point au compteur, obtenu grâce à un match nul de prestige (2-2) à domicile face à l'Australie le 15 novembre 2016. Mais ce maigre bilan élimine mathématiquement les Thaïlandais de la course au Mondial 2018. Elle termine finalement dernière de son groupe avec 2 points, grâce à un autre match nul obtenu à domicile face aux Émirats Arabes Unis (1-1) le 13 juin 2017.
Le 7 août 2013, la Thaïlande affrontait le FC Barcelone de Lionel Messi en match amical. Un match que les Catalans, qui effectuaient une tournée asiatique, ont facilement remporté (7-1).
Placée dans le groupe A à la Coupe d'Asie 2019, la Thaïlande signe un démarrage catastrophique en subissant une lourde défaite lors du premier match contre l'Inde (1-4), qui entraîne le limogeage de l'entraîneur Milovan Rajevac. Son adjoint, Sirisak Yodyardthai (en) lui succède et remplit contre toute attente sa mission, puisque la Thaïlande réussit à déjouer les pronostics et se qualifier pour les huitièmes de finale de la compétition ; une qualification qui a été rendue possible grâce à une victoire sur le fil contre Bahreïn lors de la deuxième journée (1-0), suivie d'un surprenant match nul face aux Émirats Arabes Unis, pays hôte de l'épreuve (1-1). À égalité de points avec Bahreïn (quatre points), les hommes de Sirisak Yodyardthai (en) s'emparent de la deuxième place du groupe à la faveur de la différence de buts particulière (victoire thaïlandaise lors de la confrontation directe entre les deux équipes) et retrouvent la Chine, deuxième du groupe C en huitièmes de finale le 20 janvier 2019. Malgré l'ouverture du score thaïlandaise signée Supachai Jaided (en) à la 31e minute de jeu, elle encaisse deux buts de Xiao Zhi (en) à la 67e minute de jeu puis de Gao Lin quatre minutes plus tard sur penalty et quitte la compétition en huitièmes de finale (1-2).

## Équipe actuelle
Mis à jour le 20 avril 2024
| Effectif actuel | Effectif actuel | Effectif actuel       | Effectif actuel   | Effectif actuel | Effectif actuel | Effectif actuel            |
| N°              | Pos             | Nom                   | Date de naissance | Sélections      | Buts            | Club                       |
| --------------- | --------------- | --------------------- | ----------------- | --------------- | --------------- | -------------------------- |
| 1               | GB              | Patiwat Khammai       | 24 décembre 1994  | 11              | 0               | Bangkok United             |
| 20              | GB              | Saranon Anuin         | 24 mars 1994      | 1               | 0               | Chiangrai United           |
| 23              | GB              | Boonyakait Wongsajaem | 29 juin 1994      | 0               | 0               | Uthai Thani                |
|                 |                 |                       |                   |                 |                 |                            |
| 3               | DF              | Theerathon Bunmathan  | 6 février 1990    | 84              | 6               | Buriram United             |
| 2               | DF              | Santipharp Channgom   | 23 septembre 1996 | 3               | 0               | BG Pathum United           |
| 17              | DF              | Pansa Hemviboon       | 8 juillet 1990    | 43              | 6               | Buriram United             |
| 12              | DF              | Nicholas Mickelson    | 24 juillet 1999   | 13              | 1               | OB                         |
| 21              | DF              | Suphanan Bureerat     | 10 décembre 1993  | 20              | 1               | Port                       |
| 4               | DF              | Elias Dolah           | 24 avril 1993     | 15              | 1               | Bali United                |
| 5               | DF              | Kritsada Kaman        | 18 mars 1999      | 32              | 0               | BG Pathum United           |
| 16              | DF              | Suphan Thongsong      | 26 aout 1994      | 15              | 0               | Bangkok United             |
|                 |                 |                       |                   |                 |                 |                            |
| 15              | ML              | Pokklaw A-Nan         | 4 mars 1991       | 40              | 5               | Bangkok United             |
| 11              | ML              | Bordin Phala          | 18 décembre 1994  | 38              | 6               | Port                       |
| 22              | ML              | Weerathep Pomphun     | 19 septembre 1996 | 31              | 0               | Bangkok United             |
| 18              | ML              | Chanathip Songkrasin  | 5 octobre 1993    | 60              | 12              | BG Pathum United           |
| 8               | ML              | Peeradol Chamrasamee  | 15 septembre 1992 | 22              | 2               | Buriram United             |
| 14              | ML              | Rungrath Phumichantuk | 5 janvier 1992    | 5               | 0               | Bangkok United             |
| 7               | ML              | Supachok Sarachat     | 22 mai 1998       | 34              | 8               | Hokkaido Consadole Sapporo |
| 6               | ML              | Sarach Yooyen         | 30 mai 1992       | 71              | 6               | BG Pathum United           |
|                 |                 |                       |                   |                 |                 |                            |
| 19              | AT              | Poramet Arjvirai      | 20 juillet 1998   | 11              | 1               | Muangthong United          |
| 9               | AT              | Supachai Chaided      | 1er décembre 1998 | 36              | 7               | Buriram United             |
| 10              | AT              | Suphanat Mueanta      | 2 aout 2002       | 22              | 9               | OH Louvain                 |
| 13              | AT              | Jaroensak Wonggorn    | 18 mai 1997       | 13              | 0               | Muangthong United          |

## Palmarès

### Classement FIFA
| Année              | 1993 | 1994 | 1995 | 1996 | 1997 | 1998 | 1999 | 2000 | 2001 | 2002 | 2003 | 2004 | 2005 | 2006 | 2007 | 2008 | 2009 | 2010 | 2011 | 2012 | 2013 | 2014 | 2015 | 2016 | 2017 | 2018 | 2019 | 2020 | 2021 | 2022 | 2023 | 2024 |
| ------------------ | ---- | ---- | ---- | ---- | ---- | ---- | ---- | ---- | ---- | ---- | ---- | ---- | ---- | ---- | ---- | ---- | ---- | ---- | ---- | ---- | ---- | ---- | ---- | ---- | ---- | ---- | ---- | ---- | ---- | ---- | ---- | ---- |
| Classement mondial | 69   | 85   | 77   | 57   | 54   | 45   | 60   | 61   | 61   | 66   | 60   | 79   | 111  | 137  | 121  | 126  | 105  | 120  | 122  | 136  | 146  | 142  | 133  | 126  | 130  | 118  | 113  | 111  | 115  | 111  | 113  | 97   |
| Classement AFC     | 11   | 13   | 6    | 4    | 7    | 8    | 7    | 5    | 7    | 8    | 8    | 13   | 18   | 22   | 17   | 16   | 15   |      |      |      |      |      |      |      |      |      | 20   | 20   | 21   | 21   | 21   | 15   |

### Parcours enCoupe du monde
| Année | Position     |      | Année             | Position |                   | Année | Position |
| 1930  | Non inscrite | 1974 | Tour préliminaire | 2010     | Tour préliminaire |       |          |
| 1934  | Non inscrite | 1978 | Tour préliminaire | 2014     | Tour préliminaire |       |          |
| 1938  | Non inscrite | 1982 | Tour préliminaire | 2018     | Tour préliminaire |       |          |
| 1950  | Non inscrite | 1986 | Tour préliminaire | 2022     | Tour préliminaire |       |          |
| 1954  | Non inscrite | 1990 | Tour préliminaire | 2026     | Tour préliminaire |       |          |
| 1958  | Non inscrite | 1994 | Tour préliminaire | 2030     | À venir           |       |          |
| 1962  | Non inscrite | 1998 | Tour préliminaire | 2034     | À venir           |       |          |
| 1966  | Non inscrite | 2002 | Tour préliminaire |          |                   |       |          |
| 1970  | Non inscrite | 2006 | Tour préliminaire |          |                   |       |          |

### Parcours enCoupe d'Asie
| Année | Position          |      | Année        | Position |                        | Année | Position |
| 1956  | Non inscrite      | 1984 | Non inscrite | 2011     | Tour préliminaire      |       |          |
| 1960  | Non inscrite      | 1988 | Non inscrite | 2015     | Tour préliminaire      |       |          |
| 1964  | Non inscrite      | 1992 | 1er tour     | 2019     | Huitième de finale     |       |          |
| 1968  | Tour préliminaire | 1996 | 1er tour     | 2023     | Huitième de finale     |       |          |
| 1972  | Demi-finale (3e)  | 2000 | 1er tour     | 2027     | Éliminatoires en cours |       |          |
| 1976  | Forfait           | 2004 | 1er tour     |          |                        |       |          |
| 1980  | Non inscrite      | 2007 | 1er tour     |          |                        |       |          |

### Parcours enTiger Cup(Coupe d'Asie du Sud Est)

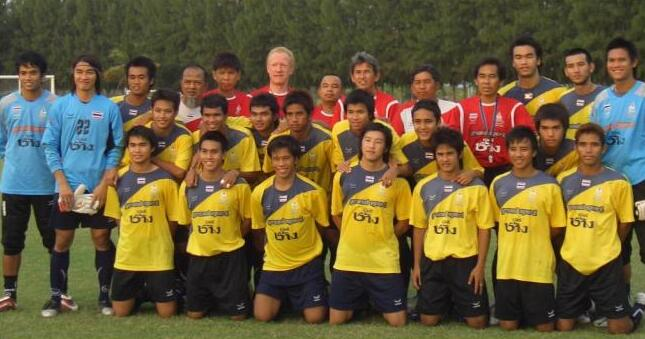
Jeux Panasiatiques 2006

- 1996 : Vainqueur
- 1998 : 4e place
- 2000 : Vainqueur
- 2002 : Vainqueur
- 2004 : 1er tour
- 2007 : Finaliste
- 2008 : Finaliste
- 2010 : 1er tour
- 2012 : Finaliste
- 2014 : Vainqueur
- 2016 : Vainqueur
- 2018 : Demi-finaliste
- 2021 : Vainqueur
- 2022 : Vainqueur
- 2024 : Finaliste

### Parcours enSEA Games(Jeux d'Asie du Sud-Est)
- 1993 : Vainqueur
- 1995 : Vainqueur
- 1997 : Vainqueur
- 1999 : Vainqueur

## Les adversaires de la Thaïlande de 1957 à aujourd'hui
| Pays                      | J  | G  | N  | P  | Bp  | Bc  | Diff | Premier match                        | Dernier match                        |
| ------------------------- | -- | -- | -- | -- | --- | --- | ---- | ------------------------------------ | ------------------------------------ |
| Afghanistan               | 2  | 2  | 0  | 0  | 4   | 0   | 4    | 03/09/2015 (2-0) à Bangkok           | 21/03/2025 (2-0) à Bangkok           |
| Afrique du Sud            | 1  | 0  | 0  | 1  | 0   | 4   | -4   | 16/05/2010 (0-4) à Nelspruit         |                                      |
| Allemagne                 | 1  | 0  | 0  | 1  | 1   | 5   | -4   | 21/12/2004 (1-5) à Bangkok           |                                      |
| Arabie saoudite           | 17 | 1  | 2  | 14 | 9   | 42  | -33  | 20/11/1982 (0-1) à New Delhi         | 25/01/2024 (0-0) à Doha              |
| Australie                 | 9  | 1  | 1  | 7  | 7   | 20  | -13  | 15/08/1967 (1-3) à Kuala Lumpur      | 05/09/2017 (1-2) à Melbourne         |
| Bahreïn                   | 10 | 3  | 4  | 3  | 10  | 11  | -1   | 27/08/1980 (1-0) à Séoul             | 31/05/2022 (1-2) à Thanyaburi        |
| Bangladesh                | 13 | 8  | 3  | 2  | 27  | 11  | 16   | 26/07/1973 (2-2) à Kuala Lumpur      | 17/11/2012 (5-0) à Bangkok           |
| Bhoutan                   | 1  | 1  | 0  | 0  | 5   | 0   | 5    | 14/11/2012 (5-0) à Bangkok           |                                      |
| Biélorussie               | 1  | 0  | 1  | 0  | 0   | 0   | 0    | 16/07/2017 (0-0) à Bangkok           |                                      |
| Birmanie                  | 51 | 22 | 14 | 15 | 101 | 70  | 31   | 05/09/1957 (2-5) à Kuala Lumpur      | 11/12/2022 (6-0) à Bangkok           |
| Brunei                    | 8  | 7  | 1  | 0  | 38  | 5   | 33   | 24/05/1971 (10-0) à Bangkok          | 20/12/2022 (5-0) à Kuala Lumpur      |
| Bulgarie                  | 1  | 0  | 0  | 1  | 0   | 4   | -4   | 08/11/1996 (0-4) à Bangkok           |                                      |
| Cambodge                  | 17 | 10 | 5  | 2  | 42  | 20  | 22   | 01/09/1957 (3-0) à Kuala Lumpur      | 20/12/2024 (3-2) à Bangkok           |
| Canada                    | 1  | 0  | 0  | 1  | 0   | 5   | -4   | 28/10/1997 (0-5) à Séoul             |                                      |
| Chine                     | 24 | 4  | 4  | 16 | 21  | 57  | -36  | 03/07/1975 (2-2) à Pékin             | 06/06/2024 (1-1) à Shenyang          |
| Congo                     | 1  | 0  | 1  | 0  | 1   | 1   | 0    | 10/10/2019 (1-1) à Thanyaburi        |                                      |
| Corée du Nord             | 20 | 4  | 5  | 11 | 18  | 36  | -18  | 09/12/1978 (0-3) à Bangkok           | 14/07/2017 (3-0) à Bangkok           |
| Corée du Sud              | 46 | 5  | 8  | 33 | 35  | 107 | -72  | 03/08/1961 (1-3) à Kuala Lumpur      | 26/03/2024 (0-3) à Bangkok           |
| Danemark                  | 1  | 0  | 0  | 1  | 1   | 3   | -2   | 13/02/1996 (1-3) à Bangkok           |                                      |
| Égypte                    | 2  | 0  | 2  | 0  | 2   | 2   | 0    | 12/06/1987 (1-1) à Busan             | 25/01/1998 (1-1) à Bangkok           |
| Émirats arabes unis       | 13 | 2  | 3  | 8  | 12  | 21  | -9   | 23/09/1986 (1-2) à Daegu             | 28/03/2023 (0-2) à Abou Dabi         |
| Estonie                   | 3  | 1  | 2  | 0  | 3   | 2   | 1    | 25/02/2000 (2-1) à Bangkok           | 17/10/2023 (1-1) à Tallinn           |
| États-Unis                | 1  | 0  | 0  | 1  | 0   | 1   | -1   | 16/06/1987 (0-1) à Jeonju            |                                      |
| Finlande                  | 5  | 3  | 1  | 1  | 12  | 6   | 6    | 09/02/1996 (1-0) à Bangkok           | 23/01/2013 (1-3) à Chiang Mai        |
| Gabon                     | 1  | 0  | 1  | 0  | 0   | 0   | 0    | 22/03/2018 (0-0) à Bangkok           |                                      |
| Géorgie                   | 1  | 0  | 0  | 1  | 0   | 8   | -8   | 12/10/2023 (0-8) à Tbilissi          |                                      |
| Ghana                     | 2  | 0  | 0  | 2  | 2   | 6   | -4   | 11/08/1982 (1-4) à Kuala Lumpur      | 19/09/1983 (1-2) à Kuala Lumpur      |
| Hong Kong                 | 27 | 10 | 6  | 11 | 37  | 31  | 6    | 06/08/1961 (1-2) à Kuala Lumpur      | 19/06/2023 (1-0) à Hong Kong         |
| Inde                      | 23 | 11 | 5  | 7  | 37  | 27  | 10   | 30/08/1962 (1-4) à Jakarta           | 04/06/2025 (2-0) à Bangkok           |
| Indonésie                 | 65 | 31 | 15 | 19 | 109 | 83  | 26   | 31/08/1957 (0-4) à Kuala Lumpur      | 29/12/2022 (1-1) à Jakarta           |
| Irak                      | 18 | 2  | 6  | 10 | 20  | 47  | -27  | 11/05/1972 (1-1) à Bangkok           | 10/09/2023 (2-2) à Chiang Mai        |
| Iran                      | 15 | 0  | 4  | 11 | 6   | 33  | -27  | 13/05/1972 (2-3) à Bangkok           | 15/11/2013 (0-3) à Bangkok           |
| Irlande du Nord           | 1  | 0  | 1  | 0  | 0   | 0   | 0    | 21/05/1997 (0-0) à Bangkok           |                                      |
| Israël                    | 1  | 0  | 0  | 1  | 0   | 6   | -6   | 21/05/1973 (0-6) à Séoul             |                                      |
| Japon                     | 28 | 2  | 6  | 20 | 22  | 67  | -45  | 12/08/1960 (1-3) à Kuala Lumpur      | 01/01/2024 (0-5) à Tokyo             |
| Jordanie                  | 7  | 1  | 5  | 1  | 4   | 3   | 1    | 08/07/2004 (0-0) à Bangkok           | 05/06/2016 (2-0) à Bangkok           |
| Kazakhstan                | 4  | 2  | 2  | 0  | 5   | 3   | 2    | 22/03/1998 (1-0) à Bangkok           | 28/12/2006 (2-2) à Bangkok           |
| Kenya                     | 2  | 2  | 0  | 0  | 3   | 1   | 2    | 29/01/1990 (2-1) à Bangkok           | 08/10/2017 (1-0) à Nonthaburi        |
| Kirghizistan              | 2  | 2  | 0  | 0  | 5   | 1   | 4    | 30/01/2001 (3-1) à Bangkok           | 16/01/2024 (2-0) à Doha              |
| Koweït                    | 12 | 4  | 1  | 7  | 18  | 30  | -12  | 08/05/1972 (0-2) à Bangkok           | 25/05/2014 (1-1) à Bangkok           |
| Laos                      | 13 | 10 | 2  | 1  | 44  | 15  | 29   | 13/12/1961 (5-2) à Rangoun           | 17/11/2024 (1-1) à Bangkok           |
| Lettonie                  | 1  | 0  | 1  | 0  | 1   | 1   | 0    | 24/12/2005 (1-1) à Phang Nga         |                                      |
| Liban                     | 9  | 4  | 3  | 2  | 14  | 16  | -2   | 10/12/1998 (1-0) à Bangkok           | 14/11/2024 (0-0) à Bangkok           |
| Liberia                   | 1  | 0  | 0  | 1  | 1   | 2   | -1   | 01/09/1984 (1-2) à Kuala Lumpur      |                                      |
| Libye                     | 1  | 0  | 1  | 0  | 2   | 2   | 0    | 23/07/1977 (2-2) à Kuala Lumpur      |                                      |
| Liechtenstein             | 1  | 1  | 0  | 0  | 2   | 0   | 2    | 16/06/1981 (2-0) à Séoul             |                                      |
| Luxembourg                | 1  | 0  | 0  | 1  | 0   | 1   | -1   | 01/05/1980 (0-1) à Medan             |                                      |
| Macao                     | 2  | 2  | 0  | 0  | 13  | 2   | 11   | 08/10/2007 (6-1) à Bangkok           | 15/10/2007 (7-1) à Macao             |
| Malaisie                  | 98 | 30 | 31 | 37 | 125 | 133 | -8   | 14/12/1959 (3-1) à Bangkok           | 14/12/2024 (1-0) à Bangkok           |
| Maldives                  | 4  | 4  | 0  | 0  | 22  | 0   | 22   | 27/06/1996 (8-0) à Bangkok           | 08/06/2022 (3-0) à Namangan          |
| Malte                     | 1  | 0  | 0  | 1  | 0   | 2   | -2   | 22/06/1981 (0-2) à Séoul             |                                      |
| Maroc                     | 1  | 0  | 0  | 1  | 1   | 2   | -1   | 22/10/1980 (1-2) à Kuala Lumpur      |                                      |
| Népal                     | 4  | 4  | 0  | 0  | 14  | 1   | 13   | 07/05/1982 (3-1) à Bangkok           | 24/03/2022 (2-0) à Chonburi          |
| Nigeria                   | 1  | 0  | 1  | 0  | 0   | 0   | 0    | 04/06/1983 (0-0) à Séoul             |                                      |
| Norvège                   | 2  | 0  | 0  | 2  | 0   | 8   | -8   | 19/05/1965 (0-7) à Bergen            | 18/01/2012 (0-1) à Bangkok           |
| Nouvelle-Zélande          | 5  | 2  | 2  | 1  | 9   | 7   | 2    | 18/09/1976 (1-3) à Séoul             | 18/11/2014 (2-0) à Nakhon Ratchasima |
| Oman                      | 13 | 5  | 2  | 6  | 11  | 10  | 1    | 25/09/1986 (0-0) à Daegu             | 21/01/2024 (0-0) à Doha              |
| Ouzbékistan               | 12 | 6  | 0  | 6  | 23  | 21  | 2    | 09/10/1994 (4-5) à Hiroshima         | 30/01/2024 (1-2) à Al Wakrah         |
| Pakistan                  | 5  | 4  | 0  | 1  | 16  | 7   | 9    | 05/08/1960 (0-7) à Kuala Lumpur      | 28/05/2001 (6-0) à Bangkok           |
| Palestine                 | 2  | 1  | 1  | 0  | 3   | 2   | 1    | 23/07/2011 (1-0) à Buriram           | 28/07/2011 (2-2) à Al-Ram            |
| Papouasie-Nouvelle-Guinée | 1  | 0  | 0  | 1  | 1   | 4   | -3   | 29/08/1984 (1-4) à Kuala Lumpur      |                                      |
| Pays-Bas                  | 1  | 0  | 0  | 1  | 1   | 3   | -2   | 06/06/2007 (1-3) à Bangkok           |                                      |
| Philippines               | 26 | 21 | 2  | 3  | 78  | 15  | 63   | 21/08/1971 (1-3) à Kuala Lumpur      | 30/12/2024 (3-1) à Bangkok           |
| Pologne                   | 1  | 0  | 0  | 1  | 1   | 3   | -2   | 20/01/2010 (1-3) à Nakhon Ratchasima |                                      |
| Qatar                     | 14 | 4  | 4  | 6  | 16  | 18  | -2   | 29/10/1992 (1-1) à Hiroshima         | 25/08/2016 (0-3) à Doha              |
| Roumanie                  | 2  | 1  | 0  | 1  | 1   | 3   | -2   | 11/02/1996 (0-3) à Bangkok           | 13/02/1997 (1-0) à Bangkok           |
| Singapour                 | 63 | 37 | 15 | 11 | 116 | 62  | 54   | 03/09/1957 (0-6) à Kuala Lumpur      | 17/12/2024 (4-2) à Singapour         |
| Slovaquie                 | 2  | 0  | 1  | 1  | 3   | 4   | -1   | 01/12/2004 (1-1) à Bangkok           | 25/03/2018 (2-3) à Bangkok           |
| Sri Lanka                 | 8  | 8  | 0  | 0  | 23  | 2   | 21   | 26/03/1972 (5-0) à Rangoun           | 25/03/2025 (1-0) à Bangkok           |
| Sud-Vietnam               | 17 | 4  | 3  | 10 | 19  | 34  | -15  | 13/12/1959 (0-4) à Bangkok           | 21/03/1975 (4-0) à Bangkok           |
| Suède                     | 3  | 0  | 0  | 3  | 3   | 10  | -7   | 16/11/1962 (1-2) à Bangkok           | 20/02/2003 (1-4) à Bangkok           |
| Suriname                  | 1  | 1  | 0  | 0  | 1   | 0   | 1    | 27/03/2022 (1-0) à Thanyaburi        |                                      |
| Syrie                     | 7  | 4  | 2  | 1  | 15  | 11  | 4    | 13/07/1978 (3-1) à Kuala Lumpur      | 14/10/2024 (2-1) à Songkhla          |
| Tadjikistan               | 3  | 1  | 1  | 1  | 3   | 3   | 0    | 06/11/2003 (0-1) à Tachkent          | 29/05/2021 (2-2) à Charjah           |
| Taipei chinois            | 12 | 4  | 2  | 6  | 18  | 22  | -4   | 16/08/1963 (2-2) à Kuala Lumpur      | 16/06/2023 (2-2) à Kaohsiung         |
| Timor oriental            | 4  | 4  | 0  | 0  | 27  | 0   | 27   | 12/12/2004 (8-0) à Kuala Lumpur      | 08/12/2024 (10-0) à Hanoï            |
| Trinité-et-Tobago         | 3  | 3  | 0  | 0  | 6   | 3   | 3    | 10/07/2004 (3-2) à Bangkok           | 25/09/2022 (2-1) à Chiang Mai        |
| Turkménistan              | 3  | 1  | 1  | 1  | 5   | 6   | -1   | 21/11/1998 (3-3) à Bangkok           | 10/06/2025 (1-3) à Achgabat          |
| Uruguay                   | 1  | 0  | 0  | 1  | 0   | 4   | -4   | 25/03/2019 (0-4) à Nanning           |                                      |
| Viêt Nam                  | 31 | 17 | 9  | 5  | 53  | 27  | 26   | 10/12/1995 (3-1) à Chiang Mai        | 05/01/2025 (2-3) à Bangkok           |
| Yémen                     | 6  | 2  | 4  | 0  | 9   | 5   | 4    | 16/02/1988 (3-3) à Abu Dhabi         | 18/11/2007 (1-0) à Bangkok           |

## Ancien(s) joueur(s)
- Attaphol Buspakom
- Witthaya Laohakun
- Piyapong Piew-on
- Kiatisuk « Zico » Senamuang